# 利希滕格
利希滕格是奥地利下奥地利州维也纳新城城郊县的一个市镇。总面积35.39平方公里，总人口1077人，人口密度30.4人/平方公里（2005年）。